# Wybory parlamentarne na Litwie w 1996 roku
Wybory parlamentarne na Litwie w 1996 roku odbyły się w dwóch turach: 20 października i 10 listopada 1996.
70 mandatów rozdzielono w okręgu większościowym z list krajowych między ugrupowania, które przekroczyły wynoszący 5% próg wyborczy, 67 posłów wybrano w okręgach jednomandatowych. 4 mandaty nie zostały obsadzone na skutek zbyt niskiej frekwencji (skutkowało to rozpisaniem w tych okręgach nowych wyborów).
Listę partyjną w okręgu większościowym wystawiły aż 24 ugrupowania, w tym jedno koalicyjne. Wybory zakończyły się zdecydowanym zwycięstwem wywodzącego się z Sąjūdisu Związku Ojczyzny i porażką rządzących postkomunistów z Litewskiej Demokratycznej Partii Pracy.

## Wyniki

### Lista ogólnokrajowa
| Partia/koalicja                             | Głosy   | %      | Mandaty |
| ------------------------------------------- | ------- | ------ | ------- |
| Związek Ojczyzny                            | 409 585 | 29,80% | 33      |
| Litewska Partia Chrześcijańskich Demokratów | 136 259 | 9,91%  | 11      |
| Litewska Demokratyczna Partia Pracy         | 130 837 | 9,52%  | 10      |
| Litewski Związek Centrum                    | 113 333 | 8,24%  | 9       |
| Litewska Partia Socjaldemokratyczna         | 90 756  | 6,60%  | 7       |

Progu wyborczego nie przekroczyły pozostałe ugrupowania.
Spośród nich ponad 3% głosów otrzymały Litewska Partia Narodowa „Młoda Litwa”, Litewska Partia Kobiet, Związek Chrześcijańskich Demokratów.
Listy krajowe Akcji Wyborczej Polaków na Litwie, Litewskiego Aliansu Obywatelskiego, Koalicji Związku Litewskich Narodowców i Litewskiej Partii Demokratycznej zdobyły ponad 2% głosów.
Wyniki ponad 1,5% uzyskały Litewski Związek Liberałów, Litewska Partia Chłopska, Związek Rosjan Litwy oraz Litewski Związek Więźniów Politycznych i Zesłańców.

### Okręgi jednomandatowe
| Partia                                      | Mandaty |
| ------------------------------------------- | ------- |
| Związek Ojczyzny                            | 37      |
| Litewska Partia Chrześcijańskich Demokratów | 5       |
| Litewska Partia Socjaldemokratyczna         | 5       |
| Litewski Związek Centrum                    | 4       |
| niezależni                                  | 4       |
| Litewska Demokratyczna Partia Pracy         | 2       |
| Litewska Partia Demokratyczna               | 2       |
| pozostali                                   | 8       |
| Razem                                       | 67      |

W wyniku ponownych wyborów w 4 okręgach po jednym mandacie uzyskali kandydaci AWPL i Litewskiego Związku Centrum, nie udało się obsadzić dwóch pozostałych miejsc.